# Pachygnatha jansseni
Pachygnatha jansseni là một loài nhện trong họ Tetragnathidae.
Loài này thuộc chi Pachygnatha. Pachygnatha jansseni được miêu tả năm 1994 bởi Bosmans & Bosselaers.